# Terny (rejon połtawski)
Terny (ukr. Терни) – wieś na Ukrainie, w obwodzie połtawskim, w rejonie połtawskim, w hromadzie Wełyka Rubliwka. W 2001 liczyła 350 mieszkańców.